# Iława
Iława (kiejtéseⓘ) (németül: Eylau) lengyel város a Warmia-Mazúria vajdaságban.

## Fekvés
A város a Gdańsk-Varsó és Toruń-Ostróda-Olsztyn vasútvonalak kereszteződése mentén helyezkedik el.

## Történelem
A várost 1305-ben alapította a Német Lovagrend Ylavia néven.
1862-től Iława és Elbląg között megépítették az Északi-csatornát. A következő évtizedben a vasút is kiépült.
1920-ban a népszavazás során Németországé maradt a város. 1945-ben Lengyelország része lett.

## További információk

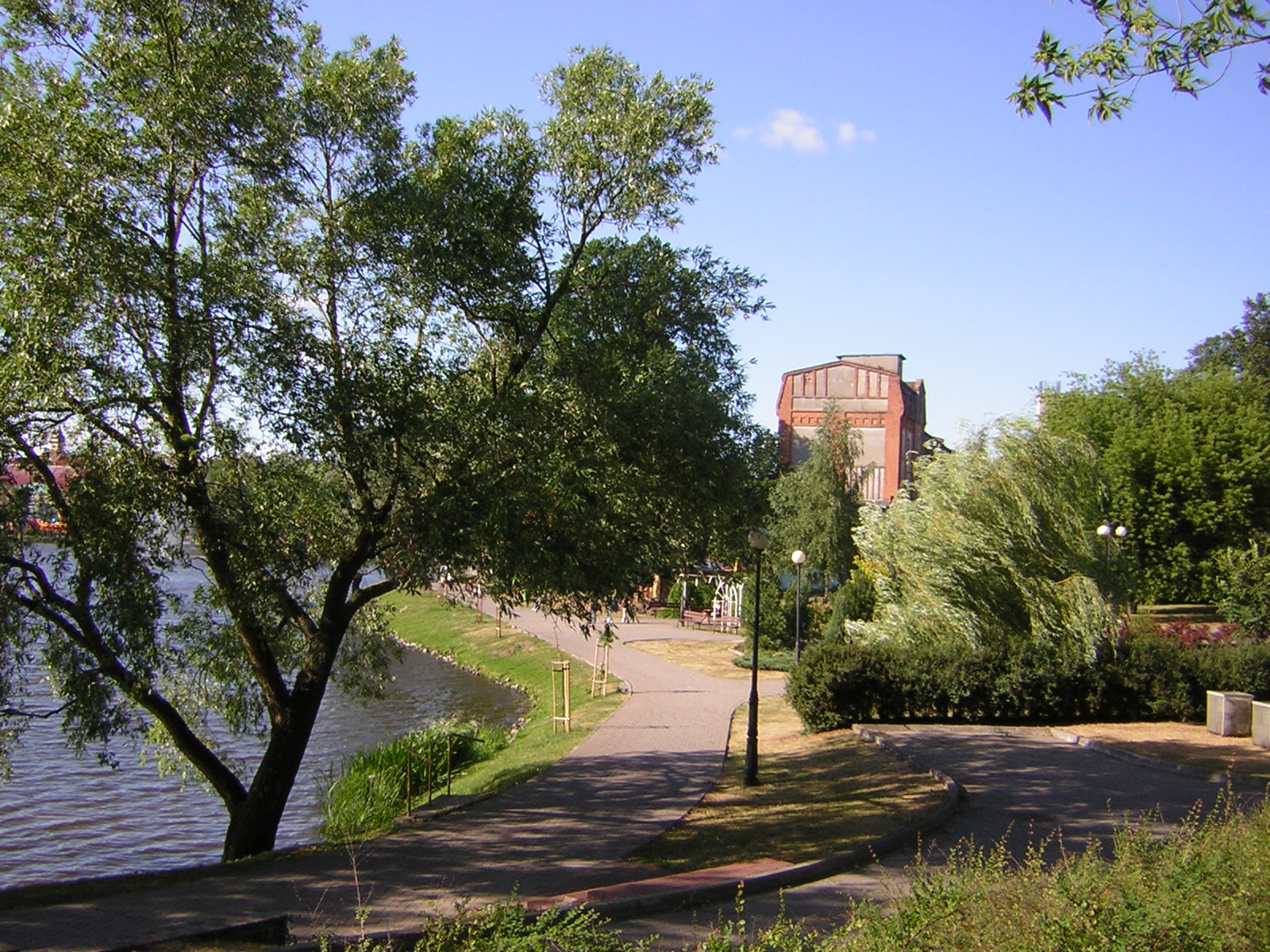
Jeziorak

## Látnivalók
- vár
- gótikus templom

## Testvértelepülések

testvértelepülések

- Herborn Németország
- Tholen Hollandia
- Gargždai Litvánia

## Városrészek
| - Dół - Dziarny - Franciszkowo - Frednowy - Gałdowo - Gardzień - Gromoty - Gulb | - Kałduny - Kamień - Karaś - Laseczno - Ławice - Makowo - Mątyki - Mozgowo | - Nejdyki - Nowa Wieś - Radomek - Rudzienice - Segnowy - Siemiany - Skarszewo - Starzykowo | - Stradomno - Szałkowo - Szymbark - Tynwałd - Wiewiórka - Wikielec - Ząbrowo |

## Média
- Nowy Kurier Iławski újság
- Gazeta Iławska újság
- Radio Eska Iława (89 FM) Archiválva 2006. november 28-i dátummal a Wayback Machine-ben